# Michał Pawleta
Michał Pawleta – polski archeolog, doktor habilitowany nauk humanistycznych. Specjalizuje się w historii archeologii, dziedzictwie kulturowym oraz teorii i metodologii prahistorii. Profesor uczelniany na Wydziale Archeologii Uniwersytetu im. Adama Mickiewicza w Poznaniu.
Stopień doktorski uzyskał w 2005 na podstawie pracy pt. Koncepcja dziecka i dzieciństwa w perspektywie badań archeologicznych neolitu środkowoeuropejskiego (promotorem była dr hab. Danuta Minta-Tworzowska). Habilitował się w 2016 na podstawie oceny dorobku naukowego i monografii pt. Przeszłość we współczesności. Studium metodologiczne archeologicznie kreowanej przeszłości w przestrzeni społecznej.